# Filip Öhman
Filip Öhman, né le 26 janvier 2008 en Suède, est un footballeur suédois qui évolue au poste d'arrière droit au BK Häcken.

## Biographie

### En club
Né en Suède, Filip Öhman est formé par le BK Häcken. Il joue son premier match en professionnel lors d'une rencontre d'Allsvenskan, l'élite du football suédois le 10 novembre 2024, lors de la dernière journée de la saison 2024 contre le Kalmar FF. Il entre en jeu et son équipe est battue (1-0 score final).
Öhman connait sa première titularisation en équipe première le 20 avril 2025, lors d'un derby en championnat face au grand rival de la même ville, l'IFK Göteborg. Son équipe s'impose ce jour-là par trois buts à deux au Gamla Ullevi,.
Il joue la finale de la Coupe de Suède le 29 mai 2025 où son équipe affronte le Malmö FF. Häcken s'impose après une séance de tirs au but et il remporte ainsi son premier trophée.

### En sélection
Filip Öhman représente l'équipe de Suède des moins de 18 ans, faisant sa première apparition le 12 septembre 2023 contre la Belgique. Il entre en jeu et son équipe est battue par trois buts à un.

## Palmarès
BK Häcken
- Coupe de Suède :
  - Vainqueur : 2024-2025.